# Germain Sanou
Germain Sanou (Bobo-Dioulasso, 26 de maio de 1992) é um futebolista profissional de Burkina Faso, atua como goleiro. Sanou foi terceiro goleiro em cinco Copas das Nações Africanas.

## Carreira
Germain Sanou representou o elenco da Seleção Burquinense de Futebol no Campeonato Africano das Nações de 2017.

## Títulos
Burkina Faso
- Campeonato Africano das Nações: 2013 - 2º Lugar.